# LIG Nex1
LIG Nex1 (кор. 엘아이지넥스원; латиніз. Elaiji Nekseuweon), раніше відома як NEX1 Future і LG Innotek — південно-корейська компанія, що працює в аерокосмічній та оборонній галузях.
Вона розробляє та виготовляє широкий спектр передових точних електронних систем, включаючи ракети, системи підводної зброї, радари, засоби електронної боротьби, авіоніку, системи тактичного зв'язку, системи управління вогнем, морські бойові системи та електрооптику. Це один із основних постачальників систем озброєнь для Збройних сил Республіки Корея, а також міжнародний експортер систем озброєння.  Станом на 2023 рік LIG Nex1 посіла 52 місце у світі за виробництвом зброї. 

## Історія
Компанію було засновано 25 лютого 1976 року як дочірню компанію Goldstar Electronics (нині LG Electronics) під назвою Goldstar Precision. У 2000 році назву було змінено на LG Innotek, а з 2004 року вона була зареєстрована як дочірня компанія LIG Group під назвою Nex1 Future. У 2007 назву змінено на LIG Nex1. 
У 2013 році консорціум на чолі з південно-корейською приватною інвестиційною компанією STIC Investments придбав 49 відсотків акцій LIG Nex1 за 420 мільярдів корейських вон. 

## Продукція

### Ракети
- AT-1K Raybolt
- SSM-700K C-Star[en]
- Haeryong (Sea Dragon) — тактична ракета «корабель–земля» на основі SSM-700K C-Star
- KP-SAM Chiron
- K-SAM Pegasus
- KM-SAM
- K-SAAM[en]
- L-SAM
- Зенітні ракети для K30 Biho
- Ракети «повітря — земля» великої дальності KL-ASM Cheonryong для винищувачів KAI KF-21 Boramae

### Високоточні керовані боєприпаси
- Ракета «земля — корабель» Poniard[en] (Bigung)
- Biryong (Flying Dragon) — 130 мм керована ракета «корабель — корабель» малої дальності на основі K136 Kooryong
- Бомба з GPS-наведенням KGGB[en]
- Графітова бомба

### Торпеди
- K731 White Shark[en]
- K745 Blue Shark[en]
- K745A1 Red Shark[en]
- K761 Tiger Shark

Крім того, компанія виготовляє системи спостереження (радари, гідролокатори), електро-оптичні системи прицілювання, засоби зв'язку, системи радіоелектронної боротьби і безпілотні апарати.
Джерело: LIG Nex1